# Andrea Ferrante
Andrea Ferrante (né le 16 août 1968 à Palerme) est un compositeur italien contemporain.

## Biographie
La majeure partie de l'œuvre d'Andrea Ferrante se divise en deux parties: la première dans laquelle Andrea Ferrante se consacre à une musique dite « méditerranéenne » et la seconde, dans laquelle le compositeur s'ouvre à un public plus large, sortant des frontières de l'Europe.
Il a également collaboré sur différents projets avec Giovanna Nocetti et Paolo Limiti
Andrea Ferrante enseigne au Conservatoire Arcangelo Corelli de Messine

## Discographie
- The Sensual Style, Francesco Bruno (fl), Maurizio Rocca (vn), Adriano Fazio (vc), Domenico Picciché (pf), presentazione di Giovanni Sollima,  Videoradio Labels, 2011
- Free Emotion,  Interpreti vari, presentazione di Ennio Morricone, Videoradio-Rai Trade, 2011